# 蜃気楼帝国
『蜃気楼帝国』（しんきろうていこく）は、1991年にシリーズ第1作が発売された広井王子のファンタジーライトノベル作品。または、それを原作にした漫画作品。

## 概要
角川スニーカー文庫で全5巻（第1部完）、2004年にジャイブから物語を再構成し、新たに書き下ろした装丁本（全3巻、未完）が発行されている。
2004年からジャイブが発行する月刊コミックラッシュにコミカライズ版が連載された。後にCR COMICSとして単行本化され全3巻で完結。
角川スニーカー文庫版では銃夢の木城ゆきとが挿絵を担当している。
広井王子のマル天チャチャチャ!のミラージュ オブ サーガ（ラジオドラマ）は砂漠世界ハピ・アスを舞台としている。

## 世界観
緑褐色の砂漠世界ハピ・アスを舞台に、記憶喪失の戦士アッシュと聖騎士リオンの2人を軸に描かれた物語である。

## 登場人物

### 騎士団"ななつ星"
リオン
帝国の皇帝ル・グラの第三皇子。騎士団"ななつ星"のリーダー。
モーリ
女騎士。ディアナン出身。
ゴザ
元盗賊の頭目。
ジェド
ディアナンの元庭番。盲目の騎士。
モサイ
リオンの剣の指南役。
タキト
モサイが見つけた剣の達人。
テリオ
獣のような少女。リオンの影共。

### ルー族
バギ
ヴァオ狩りの頭目。
アッシュ
碧眼の少年。砂漠を漂流しているところをバギに助けられる。

### イムナイム
ル・グラ
帝国の第11代皇帝。齢79にして気力・体力ともに充実している。

### その他
アモン
闇商人。帝国に反逆している。ハスキル族。
フラウム
天幕族の少女。

## 既刊一覧
- 蜃気楼帝国（角川スニーカー文庫）
  1. 碧眼のアッシュ（ISBN 4-04-470305-1、1991年2月）
  2. 闇の神殿（ISBN 4-04-470306-X、1991年6月）
  3. 砂の鎮魂歌（レクイエム）（ISBN 4-04-470307-8、1991年8月）
  4. 太陽の伝説（ISBN 4-04-470308-6、1992年5月）
  5. 神々の黄昏（ISBN 4-04-470309-4、1993年3月）
- 蜃気楼帝国（ジャイブ）
  1. 砂の世界（ISBN 4-8402-2625-3、2004年2月）
  2. 帝国の光と影（ISBN 4-902314-42-8、2004年3月）
  3. 砂の鎮魂歌（レクイエム）（ISBN 4-86176-041-0、2004年11月）
- 蜃気楼帝国（漫画版、ジャイブ）
  1. （1）（ISBN 4-902314-84-3、2004年9月）
  2. （2）（ISBN 4-86176-095-X、2005年3月）
  3. （3）（ISBN 4-86176-204-9 、2005年8月）

## 漫画
原作・広井王子、画・杉浦た美,城としあきの漫画作品。